# Miho Kanno
Miho Kanno (jap. 菅野 美穂 Kanno Miho; ur. 22 sierpnia 1977 r. w Sakado, w prefekturze Saitama, w Japonii) – japońska aktorka filmowa i telewizyjna młodego pokolenia, wokalistka j-pop.